# Juan Ángel Albín
Juan Ángel Albín (* 17. Juli 1986 in Salto) ist ein uruguayischer Fußballspieler.

## Karriere

### Verein
Der Uruguayer Juan Albín entstammt den Jugendmannschaften Nacional Montevideos. Für den Club spielte er seit 2000 zunächst in der Jugend, ab 2004 überwiegend in der ersten Mannschaft. Mit Club Nacional konnte er drei Meistertitel holen.
Im Sommer 2006 wagte der Südamerikaner den Sprung nach Europa, wo er beim FC Getafe anheuerte. In seiner Premierensaison erreichte er mit seiner Mannschaft sogar das Pokalfinale, jedoch scheiterte sein Team am FC Sevilla. Dennoch konnte er sich mit seinem Team erstmals für den UEFA Cup in der Saison 2007/08 qualifizieren.
Nach fünf Jahren und mehr als einhundert Spielen für den madrilenischen Vorstadtverein wechselte er im Sommer 2011 zum Ligakonkurrenten Espanyol Barcelona. Dort bestritt er in den beiden folgenden Spielzeiten lediglich 13 Ligaspiele (zwei Tore) für die Katalanen. Zudem wurde er dreimal im Pokal eingesetzt. Albín, der bei Barcelona noch einen bis 2016 datierten Vertrag besaß und eines der höchsten Gehälter innerhalb der Mannschaft bezog, kehrte im Januar 2013 zunächst für ein halbes Jahr nach Uruguay zurück und stand dort in der Clausura 2013 auf Leihbasis erneut im Kader Nacionals. Für die Bolsos lief Albín in fünf Spielen (kein Tor) der Copa Libertadores und acht Begegnungen (ein Tor) der Primera División auf. Am 2. September 2013 gab Espanyol Barcelona die Vertragsauflösung mit Albín bekannt, der in den Planungen des Trainers Javier Aguirre keine Rolle mehr spielte. Seit 7. September 2013 steht er beim rumänischen Klub Petrolul Ploiești unter Vertrag. Dort absolvierte er in der Saison 2013/14 23 Ligaspiele (zehn Tore) und kam fünfmal im nationalen Pokalwettbewerb Cupa României sowie zweimal in der Europa League zum Einsatz. In der Spielzeit 2014/15 sind 14 Ligaeinsätze und fünf Ligatore für ihn verzeichnet. Zudem absolvierte er in der Qualifikationsphase der UEFA Europa League 2014/15 alle sechs Begegnungen seines Klubs und schoss ein Tor. Er scheiterte mit der Mannschaft jedoch in der 3. Qualifikationsrunde, den sogenannten Play-offs, an Dinamo Zagreb. Zu Beginn des Jahres 2015 wechselte er nach Mexiko zu CD Veracruz. Dort bestritt er 59 Erstligaspiele (13 Tore) und elf Begegnungen (drei Tore) in der Copa México. Mitte Juli 2017 wurde er an Dinamo Bukarest ausgeliehen. Bislang (Stand: 10. August 2017) absolvierte er für den rumänischen Erstligisten zwei Ligapartien (kein Tor) und zwei Begegnungen (kein Tor) in der Europa-League-Qualifikation.

### Nationalmannschaft
In der Vorbereitung auf die U-17-Südamerikameisterschaft 2003 wurde er mindestens im März jenes Jahres auch in der U-17 seines Heimatlandes im Spiel gegen eine Vereinsauswahl eingesetzt. Bei diesem Turnier gehörte er dann auch zum uruguayischen Aufgebot, kam zum Einsatz und zeichnete sich als Torschütze aus. 2005 nahm er mit der Celeste ebenfalls an der U-20-Südamerikameisterschaft in Kolumbien teil und erzielte bei der Veranstaltung vier Treffer.

### Erfolge
- Uruguayischer Meister: 2002, 2005, 2005/06